# Mercedes Careaga

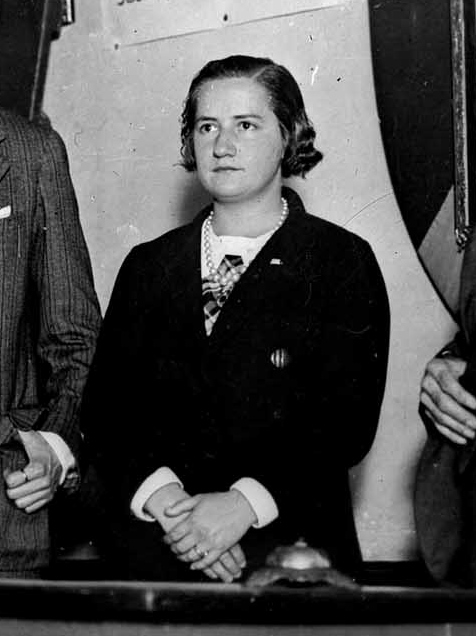
Fotografiada en 1933 por Indalecio Ojanguren en un batzoki en Éibar.

Mercedes Careaga Guisasola (1908 - 1997) fue una activista social española.
Mercedes Careaga  dedicó su vida al desarrollo de organismos y actividades destinadas a cubrir necesidades de igualdad e integración social de personas desfavorecidas por diferentes causas. Entre los diferentes trabajos y obras que realizó destacan tres, la creación en 1951 de la Sociedad Femenina Eibarresa Goi Argi, la primera sociedad para mujeres de España; la fundación en 1964 del Patronato eibarrés de beneficencia infantil y obras sociales y de los Talleres protegidos Cayetano Careaga destinados a dar trabajo a los deficiente mentales en 1973.

## Biografía
Mercedes Careaga nació en la localidad guipuzcoana de Éibar en el País Vasco (España) el 15 de diciembre de 1908. Hija de Emilia Guisasola y el grabador Cayetano Careaga. Después de cursar sus primeros estudios en las escuelas de la Alhóndiga en donde recibió clases de Polonia Echeverría estudia magisterio, estudios que no llegó a finalizar. 
Participó en la creación de la agrupación local del PNV y de su apartado femenino Emakume Abertzale Batza manteniendo un papel muy activo en el partido en el cual defendía la participación de la mujer en la sociedad. En 1933 abandona la política.
En 1936 como consecuencia de la guerra civil española tiene que abandonar Éibar (se evacuó la ciudad de población civil por permanecer el la línea del frente desde septiembre de 1936 hasta abril de 1937) y se refugia, junto a su familia en Bilbao primero y luego en Asturias. Cuando Asturias cae en manos de los  insurgentes, Mercedes huye en barco a Francia pero el buque se intervenido por el crucero Almirante Cervera de la armada facciosa y Mercedes Careaga es devuelta a Éibar donde permanece bajo vigilancia.
Participa en el reparto de ayuda alimentaría que llegaba a Éibar gracias a la ayuda americana y en 1943 participa en la agrupación local de Acción Católica dando charlas y clases. Impulsó la tómbola benéfica en donde se sorteaban productos donados por las diferentes empresas eibarresas y se destinaba el dinero recaudado a fines sociales. También participó en la recaudación de recursos económicos para apoyar la formación de curas en seminarios.
En 1951 funda la Sociedad Femenina Eibarresa Goi Argi, primera sociedad femenina de España, que estuvo muy vinculada a la religión católica y realizó una gran obra social de educación a las mujeres y a los más necesitados.
En 1962 se produce un brote de poliomielitis que da origen al Patronato Eibarrés de Beneficencia dos años más tarde al hacerse evidente la necesidad de rehabilitación de los afectados. Mercedes Careaga fue una de sus impulsoras.
En 1973 Mercedes crea los Talleres Protegidos Cayetano Careaga, destinados a dar trabajo a los jóvenes discapacitados potenciando y facilitando el acceso al mundo laboral de este sector social, que  dirtigió durante varios años.
Murió en su ciudad natal el 26 de febrero de 1997.

## Reconocimientos
En 1974 el ayuntamiento de Éibar le entregó la bola de grabador como reconocimiento a su labor.
En noviembre de 2008 con motivo del centenario de su nacimiento correos de España edita un sello conmemorativo y es el tema central de la exposición filatélica anual eibarresa Exfibar que organiza la Asociación Filatélica Arrate.